# いかり氷

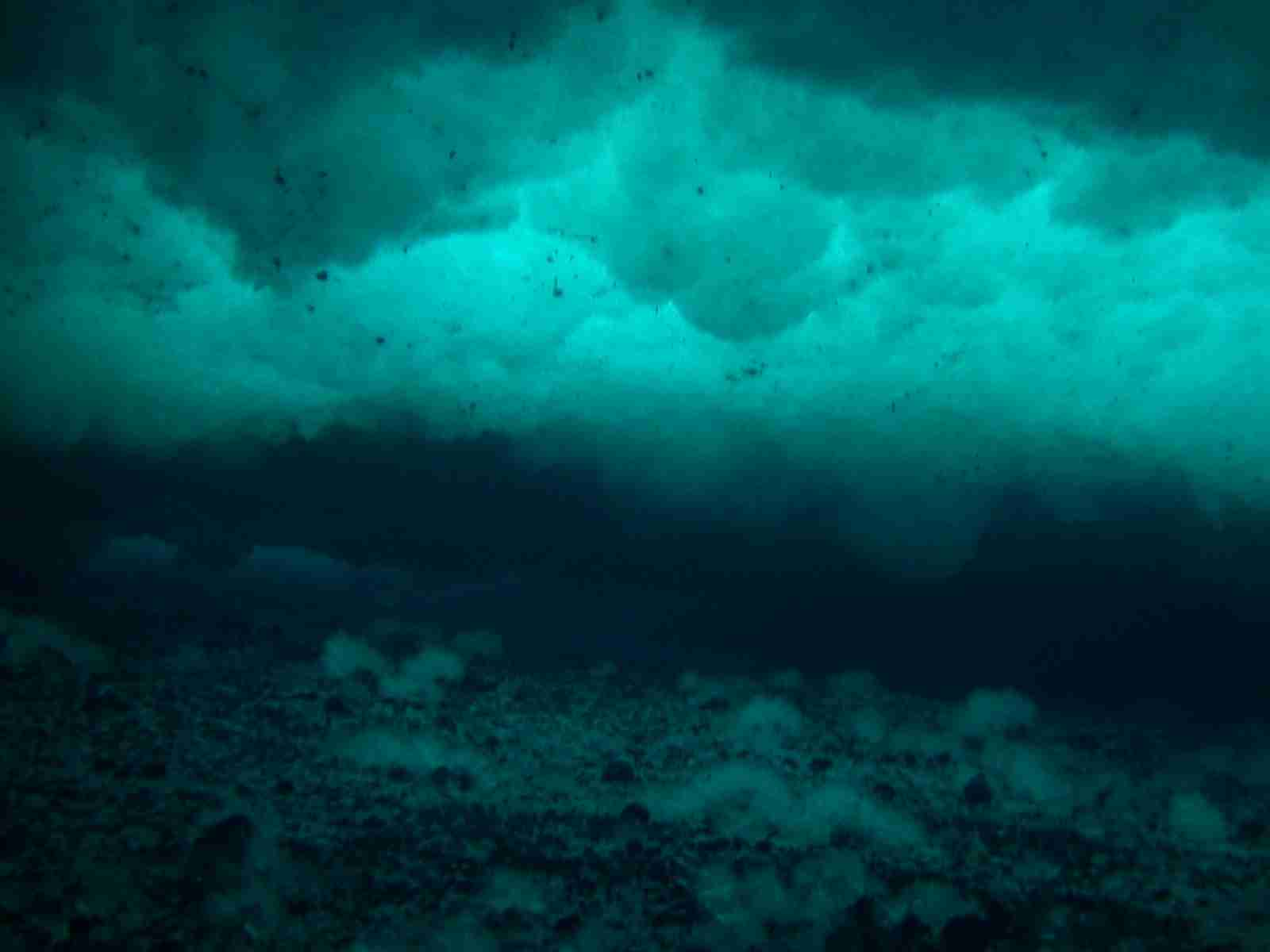
海底のいかり氷

いかり氷（いかりこおり、錨氷）は、世界気象機関によって、「底に付着した水中の氷」と評されている。
いかり氷は極端に寒い期間に流れの速い川で最も観察され、非常に冷たい海水に流れ込む河口や嵐の後の気温が水の凝固点未満である時、あるいは南極地方の亜沿岸帯等でも観測される。